# Onchidella oniscioides
Onchidella oniscioides is een slakkensoort uit de familie van de Onchidiidae. De wetenschappelijke naam van de soort is voor het eerst geldig gepubliceerd in 1816 door Blainville.